# Fascia transversalis
Le fascia transversalis est une fine membrane aponévrotique faisant partie des fascias abdominaux qui se trouve entre la face profonde du muscle transverse de l'abdomen et le péritoine.

## Description
Le fascia transversalis est directement en continuité avec le fascia iliaque et le fascia pelvien.
Dans sa partie supérieure il est mal différencié et se prolonge avec le fascia diaphragmatique.
En arrière, il se prolonge avec le fascia du muscle carré des lombes et se perd dans la graisse qui couvre la face postérieure des reins.
Il descend en s'épaississant et se densifiant dans la région inguinale où il est rejoint par des fibres de l'aponévrose du muscle transverse de l'abdomen.
En bas, il se fixe 
- sur toute la longueur de la crête iliaque, entre les insertions des muscles transverse et iliaque,
- entre l'épine iliaque antérieure et supérieure et les vaisseaux fémoraux il est fixé au bord postérieur du ligament inguinal, en continuité avec le fascia iliaque,
- en dedans des vaisseaux fémoraux, il devient mince et s'attache au pubis et au pecten du pubis, derrière le tendon conjoint, avec lequel il est uni et descend au-devant des vaisseaux fémoraux pour former la paroi antérieure de la gaine fémorale.

Sous le ligament inguinal, il est renforcé par une bande de tissu fibreux peu lié au ligament et formant le tractus ilio-pubien.
Il forme une invagination dans laquelle s'engage le cordon spermatique chez l'homme et le ligament rond de l'utérus chez la femme. L'entrée de l'invagination forme l'anneau inguinal profond et correspond à l'entrée profonde du canal inguinal. 
Des fibres de renforcement sont tendues entre l'anneau inguinal profond et la ligne arquée de la gaine du muscle droit de l'abdomen  formant le ligament interfovéolaire. 
Dans le canal inguinal le fascia devient le fascia spermatique interne.

## Galerie

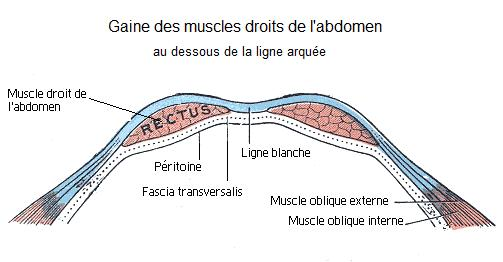
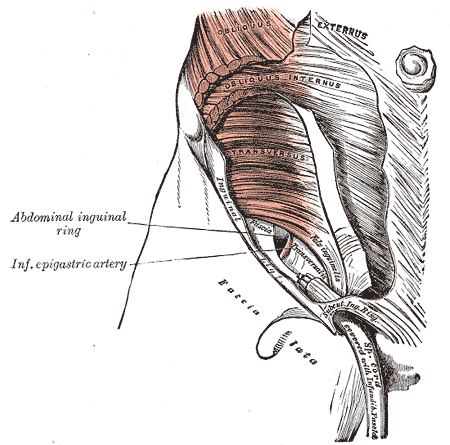
Le fascia transversalis dans la région inguinale.